# Župna crkva Svetog Križa u Vodicama
Crkva Svetog Križa u Vodicama katolička je crkva koja se nalazi u samom centru grada Vodica. 

## Povijest i zanimljivosti
Crkvu je gradio predstavnik i majstor dalmatinskoga baroka Ivan Skok. Majstor Skok radio je na kapeli glavnoga oltara 1725. te je ona kasnije uklopljena u proširenje crkve koje je započeto 1746. g., a završeno 1749. g. Tijekom proširenja crkva dobiva skladno pročelje, s baroknim portalom i raskošnom rozetom, i pobočne zidove s oblim baroknim prozorima.
Odmah do crkve nalazi se i zvonik koji je od 1752. do 1772. gradio dubrovački majstor Vicko Macanović, a tijekom gradnje zvonika 1760. g. crkva je posvećena. Zvonik ima dvije loggie, od kojih donja sa svake strane ima dva veća prozora, a gornja tri manja. Zvonik ima tri zvona.
U crkvama se nalaze oltarne pale čiji je autor poznati talijanski slikar Eugenio Moretti Varese, a vjerojatno su naručene 1851. godine.

## Galerija
- Zvonik pokraj crkve
- Ulaz u crkvu
- Unutrašnjost crkve